# Herman Heijermans

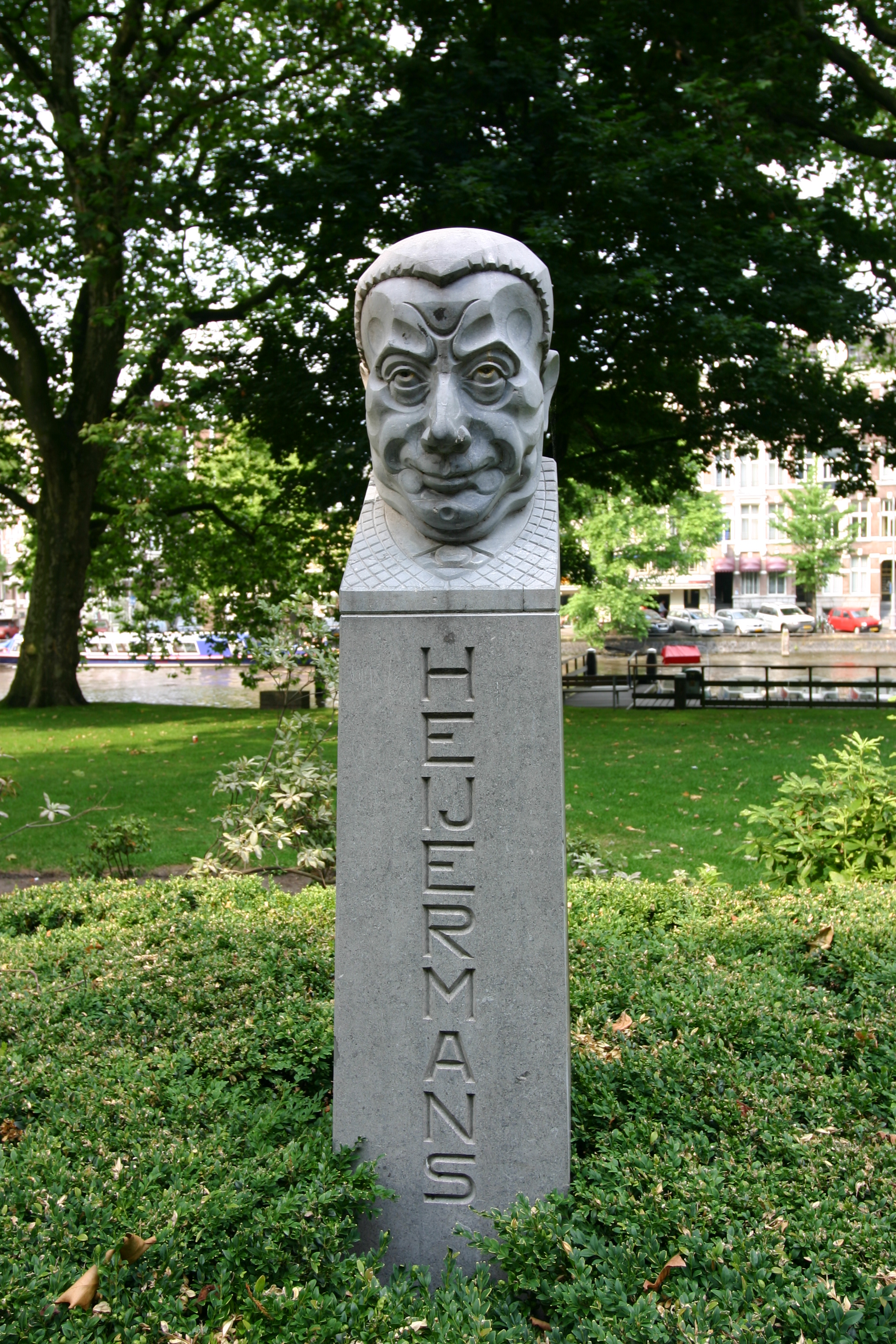
Bustul scriitorului realizat de sculptorul Joseph Mendes da Costa

Herman Heijermans (n. 3 decembrie 1864, Rotterdam, Țările de Jos – d. 22 noiembrie 1924, Zandvoort, Olanda de Nord, Țările de Jos) a fost un scriitor neerlandez de etnie ebraică.
A  scris drame de atitudine socială și accentuat caracter realist și prin care a explorat medii variate și romane sociale cu accente naturaliste.

## Scrieri
- 1893: Ahasverus
- 1892: Trinette
- 1898: Ghetto
- 1898: Orașul diamantului ("Diamantstad")
- 1901: Speranța de mai bine ("Op hoop van zegen")
- 1903: Ora et labora
- 1911: Noroc! ("Glück auf!").

Heijermans a fost fondator al revistelor De jongegids și De nieuwe tijd.

## Legături externe
- en  Biografie la Britannica Online Encyclopedia
- en  Scurtă prezentare la eNotes.com Arhivat în 23 iunie 2011, la Wayback Machine.
- nl  Romanul Diamantstad la Project Gutenberg